# Caridina paucidentata
Caridina paucidentata е вид десетоного от семейство Atyidae.

## Разпространение
Видът е разпространен в Китай (Юннан).